# Wolfgang Rommel
Wolfgang Rommel (* 25. Februar 1939 in Langensalza; † 5. Januar 1995 in Kühndorf) war ein deutscher Bildhauer.

## Leben und Werk

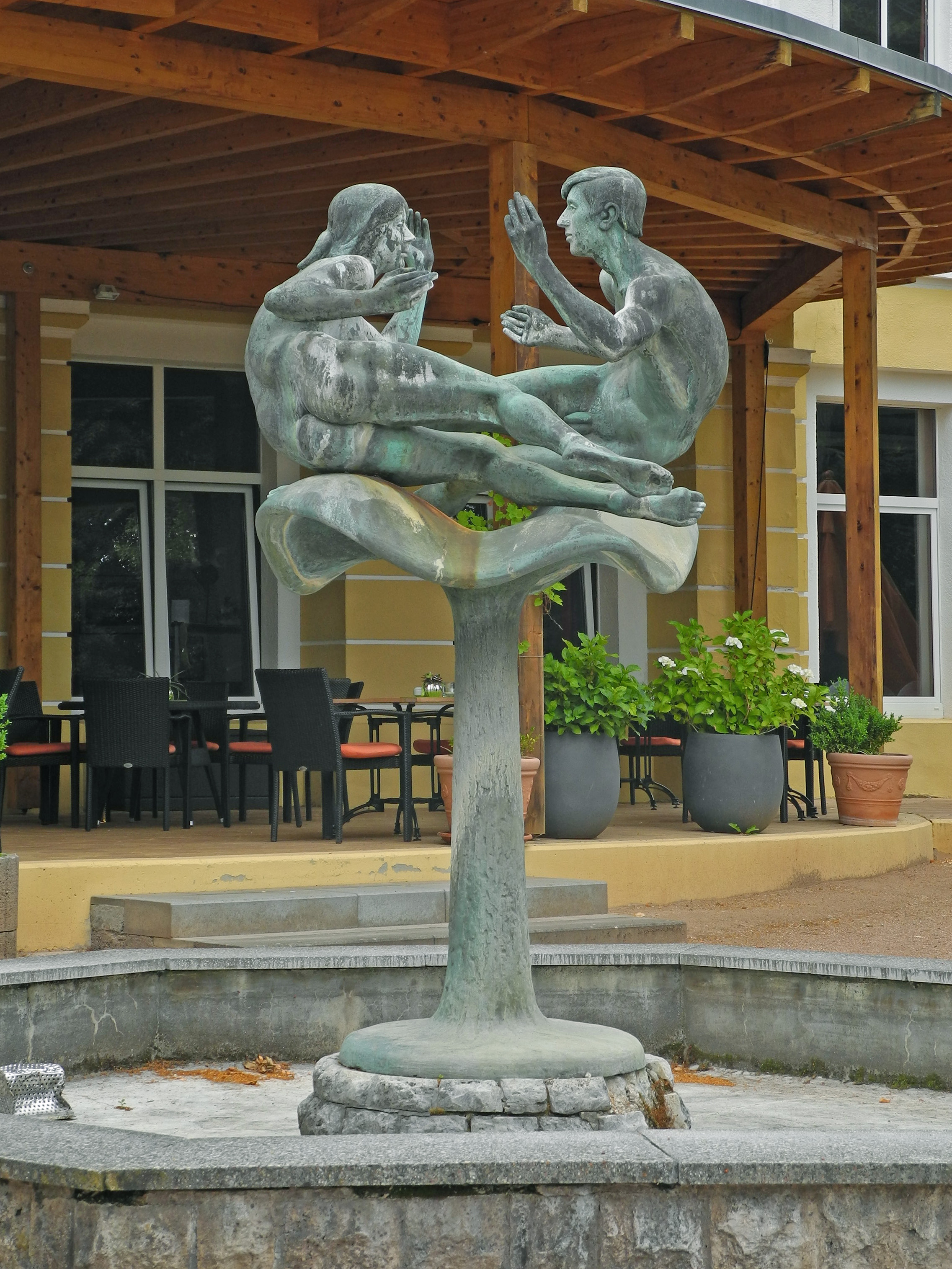
Brunnenfigur Schwebendes Paar in Bad Liebenstein

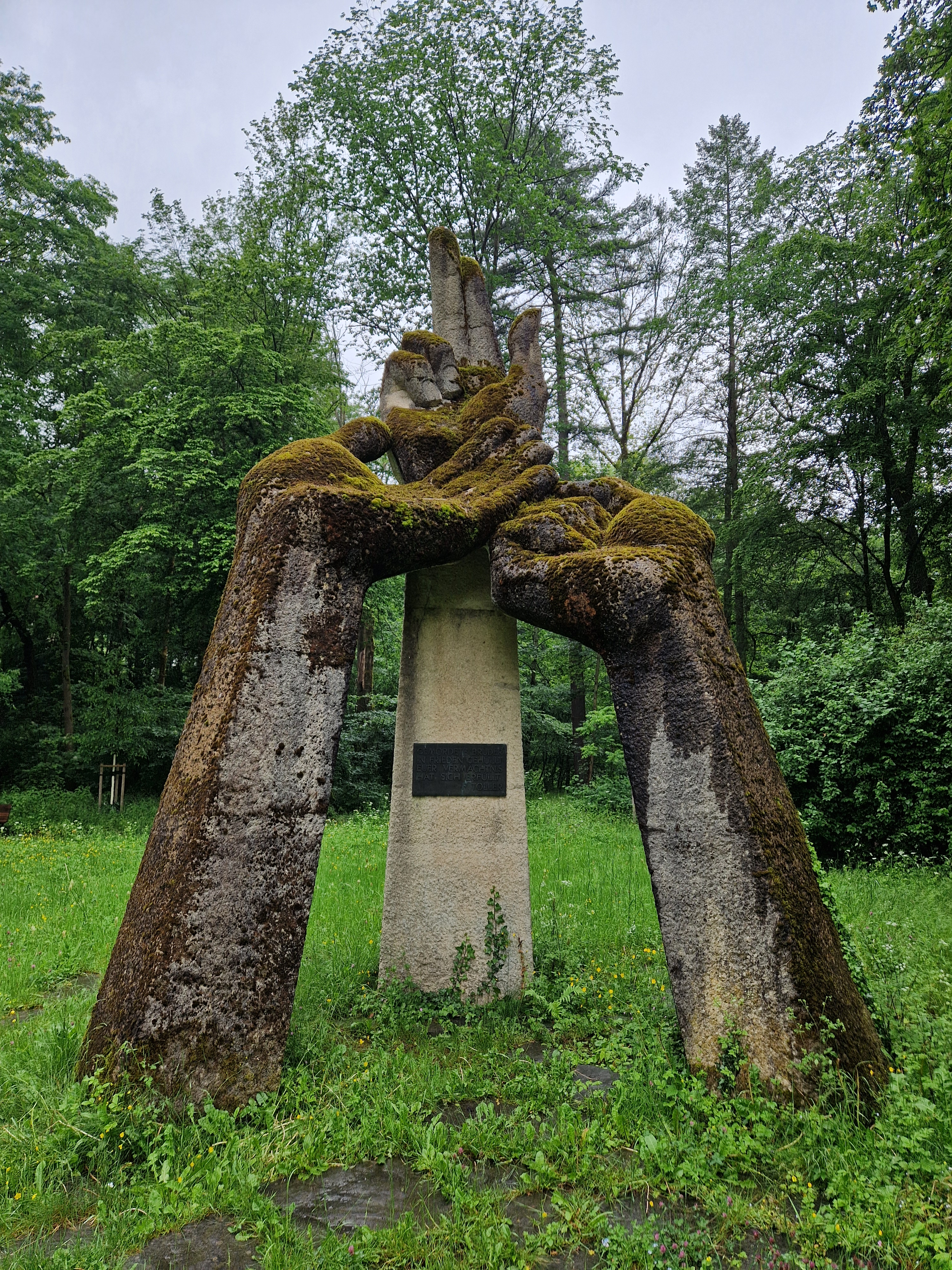
Denkmal für NS-Opfer im Stadtpark Ilmenau

Rommel absolvierte von 1953 bis 1956 an der Fachgrundschule für Angewandte Kunst in Empfertshausen eine Lehre als Holzbildhauer. Von 1956 bis 1960 studierte er in der Fachrichtung Keramik der Fachschule für angewandte Kunst Heiligendamm und anschließend bis 1965 bei Heinrich Drake und Ludwig Engelhardt an der Kunsthochschule Berlin-Weißensee. Danach war er freischaffend in Kühndorf als Bildhauer tätig. Er war bis 1990 Mitglied des Verbands Bildender Künstler der DDR und wurde mit dem Max-Reger-Preis des Rates des Bezirks Suhl geehrt.
Rommel war mit dem Schriftsteller Walter Werner befreundet. Er schuf eine Porträtbüste Werners, und 1978 enthielt dessen Büchlein mit Gedichten Thüringer Bilder (Verlag: Rat der Stadt Suhl und Bezirksleitung Suhl des Kulturbundes der DDR) Abbildungen von Keramikarbeiten Rommels.
Wolfgang Rommels Tochter Frieda Rommel (* 1964) arbeitete bis 1985 in seinem Bildhaueratelier in Kühndorf mit. Seit 1999 ist sie freischaffend als Wandgestalterin tätig.

## Teilnahme an zentralen und wichtigen regionalen Ausstellungen in der DDR
- 1969, 1971, 1975, 1979 und 1984: Suhl, Bezirkskunstausstellungen
- 1973 und 1974: Berlin, Altes Museum („Junge Künstler der DDR“)
- 1976: Karl-Marx-Stadt, Städtische Museen („Jugend und Jugendobjekte im Sozialismus“)
- 1977: Leipzig, Messehaus am Markt („Kunst und Sport“)
- 1977/1978: Dresden, VIII. Kunstausstellung der DDR
- 1979: Berlin, Altes Museum („Jugend in der Kunst“)
- 1981: Dresden, Ausstellungszentrum am Fučík-Platz („25 Jahre NVA“)
- 1986/1987: Suhl („Das sicher sei, was uns lieb ist“. Ausstellung zum 40. Jahrestag der Gründung der Grenztruppen der DDR)

## Werke (Auswahl)
- Denkmal für die Opfer des Nationalsozialismus aus der Ilmenauer Arbeiterbewegung (1972; Stadtpark Ilmenau; Entwurf mit Erich Wurzer)
- Torso einer Sportlerin (1976, Bronze; Skulpturensammlung Dresden, Inv.-Nr. ZV 4013)[2]
- Schwebendes Paar (1978, Bronze, Brunnenfigur; Bad Liebenstein vor dem Hotel Kaiserhof)[3]